# Эндрюс, Сет
Сет Эндрюс (англ. Seth Andrews; род. 12 апреля 1968, Талса) — американский радиоведущий и писатель, автор видеороликов, оратор, создатель интернет-сообщества и радио-подкаста «Думающий атеист» (англ. The Thinking Atheist), автор книги Deconverted.

## Ранняя жизнь
Сет Эндрюс родился в семье христиан-теологов. Он один из шести детей, имеет сестру-близнеца. В девятилетнем возрасте был крещён в Иствудской баптистской церкви (англ. Eastwood Baptist Church). Начальное образование Сета проходило в государственных школах, там зачастую сообщали сведения, противоречащие верованиям его семьи, из-за чего родители решили перевести детей в небольшую христианскую школу, а затем в Иствудскую баптистскую школу. Сет активно участвовал в деятельности школы, евангелизации, еженедельных службах, студенческом совете и местном религиозном обществе «Молодёжь для Христа».

## Карьера радиоведущего
Эндрюс стал большим поклонником современной христианской музыки. Позднее это помогло ему найти первую работу на радиостанции. В 1990 году он получил работу на радиостанции KXOJ-FM. После двух лет работы ночным радиоведущим Эндрюса повысили до должности ведущего утренней программы в час пик. Он проработал на радио KXOJ-FM до 2000 года. В 1997 году внезапная смерть певца и автора современных христианских песен Рича Маллинза до глубины потрясла веру Эндрюса. Он изо всех сил пытался примирить эту кончину талантливого автора христианской музыки со своим пониманием принципов христианства. Эндрюс позднее говорил: «По мере того, как я пытался утешить слушателей нашей радиостанции, я изо всех сил пытался понять, как Бог, который по Матфею 10:31 считал, что мы сто́им больше, чем множество воробьев, счел нужным и решил взять и закончить земную жизнь Маллинса таким бессмысленным и ужасным путём. Зачем Богу давать Маллинсу популярность лишь для того, чтобы потом погрузить миллионы поклонников в траур и оставить его семью горевать над закрытым гробом?». Это событие стало переломным пунктом для Эндрюса: «Я начал долгий, постепенный путь к потере веры». Террористические акты 11 сентября 2001 года сыграли решающую роль в углублении сомнений о религии. В своей книге Deconverted Эндрюс рассказывает о событиях того дня и о том, как его коллеги попросили его помолиться за них. Когда он закончил молитву, его вдруг осенило: «Мы сами себя обманываем… Было нелепо просить божественной защиты в то время, когда тысячи людей лежали разодранными на куски, между искорёженной сталью и топливом для реактивных двигателей. Любой всезнающий, всемогущий бог мог бы легко не дать пожару террора даже загореться». К 2004 году Эндрюс покинул всё более сокращающийся радиобизнес и нашёл работу в видеопроизводстве в местной медиа-компании.

## Думающий атеист
В 2004 году Эндрюс познакомился с видеороликами дебатов Кристофера Хитченса, что стало катализатором его ухода от веры. К 2009 году он признался своей семье и друзьям, что стал атеистом.

И вот я стал… мерзавцем, оклахомским сыном родителей-богословов, неверным в библейском поясе, я чувствовал себя так одиноко как никогда в жизни. Никто меня не слушал. Никто не понимал. И пока церкви вокруг меня создавали и развивали братства духовного единения, дружбы и поддержки, я был (или по крайней мере, я чувствовал себя) абсолютно изолированным. Отрезанным от общества. Одиноким. У меня не было круга общения. И я решил создать свой собственный круг
Оригинальный текст (англ.)And so I was...the bad apple, an Oklahoma son of theologian parents, an infidel in the Bible Belt, feeling more alone than at any time in my life. Nobody was listening. Nobody understood. Nobody could relate. And while churches around me created and cultivated circles of togetherness, friendship and support for the faithful, I was (or at least I felt) absolutely isolated. Cut off. Alone. I had no community. So, I decided to build one
— Seth Andrews. Deconverted. — Outskirts Press. — С. 118. — ISBN 1478716568.
Эндрюс создал сообщество «Думающий атеист», где объединил единомышленников — неверующих, скептиков, атеистов, чтобы делиться информацией, которую он собрал за последние несколько лет и помогать людям преодолеть свои суеверные предубеждения.
После создания канала The Thinking Atheist на YouTube Эндрюс начал публиковать «скептические» видео собственного производства вместе со своим еженедельным подкастом. В феврале 2014 года «Думающий атеист» стал первым подкастом на BlogTalkRadio, и до сих пор является одним из самых популярных шоу, с более чем миллионом скачиваний в месяц. Продолжая регулярно создавать видео и еженедельные подкасты, Сет Эндрюс создал сообщество «The Thinking Atheist» на Facebook, а также интернет-страницу под этим же названием, где собрал большое количество информации, относящейся к опровержению Библии, включая широкий спектр различных ресурсов, ссылок и регулярно обновляющийся блог.
В подкасте Эндрюс брал интервью у многих научных деятелей, активистов-скептиков и атеистов, включая Майкла Шермера (популяризатора науки, главного редактора журнала «Скептик» и основателя общества скептиков), физика-теоретика Лоуренса Краусса, Ричарда Докинза (этолога, биолога-эволюциониста и автора научно-популярных книг, таких как «Бог как иллюзия», «Эгоистичный ген» и «Самое грандиозное шоу на Земле: Доказательства эволюции»). Помимо этого гости подкаста включали таких людей, как Дэн Баркер, Нейтан Фелпс, Хемант Мехта, Кэролин Порко, Грета Кристина.

## Книги

### Deconverted
В декабре 2012 года Эндрюс опубликовал свою автобиографическую книгу «Deconverted: Путешествие от религии к разуму». В ней он описал свой опыт о том, как он покинул религию и стал активистом-атеистом. Он повествует о том, как вырос в библейском поясе, стал радиоведущим на христианской станции, о том, как он впервые стал сомневаться в своей вере, как труден был его путь к неверию, и как он привел его к созданию общины Думающий атеист.
Дональд Протеро написал об этой книге: «Эндрюс повествует в дружелюбном, расслабленном, простом стиле, точно так же, как на радио, и этот стиль очень подходит его непритязательному повествованию. Он отличный рассказчик и собеседник, не только на радио, но и на страницах книги. Книга Эндрюса коротка, но читается с удовольствием. Она будет особенно интересна для тех, кто совершил похожий переход от веры к неверию или для тех, кто хочет понять, как это происходит».

### Sacred Cows
В июне 2015 года Эндрюс опубликовал свою вторую книгу «Sacred Cows». Эта книга — описание, с лёгким юмором, и обсуждение разных религий и традиций, которые для многих людей являются святыми. Эндрюс так же пишет о том, как важно рассматривать все идеи с критической точки зрения и не принимать все на веру. В обзоре для Скептик журнала, Дональд Празэо писал: «Приняв мягко недоверчивый тон, Эндрюс рассматривает длинную вереницу странных поверий и ритуалов. В большинстве случаев, он пытается понять эту точку зрения. Он всегда старается видеть все в перспективе и напоминает своим читателям, что он когда-то верил в то, что теперь кажется для него странным. Но иногда невозможно не принять саркастический тон и не смеяться над убеждениями, которые явно являются белибердой».

## Публичные выступления
Эндрюс активно вовлечён в движение скептиков и атеистов. Он регулярно путешествует по Америке и проводит обсуждения различных тем, относящихся к атеизму, религии и скептицизму. Сет Эндрюс планирует провести Unholy Trinity Tour в Австралии в 2015 вместе с коллегами-активистами Ароном Ра (англ. Aron Ra) и Мэттом Диллаханти (англ. Matt Dillahunty). Он принимал участие во множестве различных национальных конференций и собраний.
Конференции, на которых присутствовал Эндрюс в недавнем прошлом:
- ежегодная конференция «Представьте, что религии нет» (англ. Imagine No Religion), 2 (2012) и 4 (2014)[15],
- собрание атеистов на Американской международной конвенции в Бостоне, 2013[16],
- Апостакон (англ. Apostacon) 2013 и 2014[17],
- Reason in the Rock 2012[18],
- FreeOK (Собрание свободомыслящих в Оклахоме) 2011 и 2013[19][20][21],
- Американское национальное собрание атеистов 2013 и 2014[22],
- Собрание свободомыслящих Флориды в 2013 и 2014[23].

Помимо региональных и национальных конференций, Эндрюс также принимает участие в местных однодневных собраниях скептиков Америки, и вместе с местными организациями скептиков и свободомыслящих проводит однодневные мероприятия.